# 강민국 (야구인)
강민국(姜玟局, 1992년 1월 10일 ~ )은 전 KBO 리그 키움 히어로즈의 내야수이자, 현 마산용마고등학교 야구부의 코치이다.

## 선수 시절

### 아마추어 시절
동국대학교 1학년 때부터 주전 유격수로 활약했다. 노성호, 양석환 등과 함께 동국대학교가 대학 야구 리그의 강자로 군림하는데 크게 기여했으며 특히 동국대학교 4학년 때 2013년 4월에 열린 전국대학야구대회 춘계리그에서 타격왕과 최우수 선수에 선정됐다. 3학년 때인 2012년 11월 아시아 야구 선수권 대회 국가대표에 유일한 아마추어 내아수로 선발돼 활약했다. 2013년 12월 17일에 열린 야구인의 밤에서 홍익대학교 김재영과 함께 우수 선수상을 수상했다.

### NC 다이노스시절
2013년 7월 9일에 1차 지명을 받았고, 계약금 2억원의 조건으로 2013년 9월 17일에 입단하였다.

### 상무 야구단시절
2017년에 입단하였다.

### NC 다이노스복귀
2018년에 복귀하였다.

### kt 위즈시절
2018년 11월 14일 당시 kt 위즈 소속이었던 홍성무와 1:1 트레이드를 통해 이적하였다. 2021년 10월 13일에 방출됐다.

### 키움 히어로즈시절
2021년 12월에 입단하였다. 2022년 시즌 후 방출됐다.

## 야구선수 은퇴 후
2023년부터 마산용마고등학교 야구부의 코치로 활동한다.

## 논란
- 2018년 11월 21일에 음주 운전을 했는데 그의 전 소속 팀인 NC 다이노스가 이를 KBO와 이적한 팀인 kt 위즈에 알리지 않고 은폐해 KBO로부터 30경기 출장 정지 징계를 받았다.[9]

## 경력

### 수상
- 2013년 KBA회장기 전국대학야구대회 춘계 리그 최우수 선수상, 야구인의 밤 우수 선수상

### 국가대표 경력
- 2009년 아시아 청소년 야구 선수권 대회
- 2012년 아시아 야구 선수권 대회
- 2013년 동아시아 경기 대회

## 출신 학교
- 송정동초등학교
- 광주충장중학교
- 광주제일고등학교
- 동국대학교

## 통산 기록
| 연도 | 팀명  | 타율  | 경기 | 타수 | 득점 | 안타 | 2루타 | 3루타 | 홈런 | 루타 | 타점 | 도루 | 도실 | 볼넷 | 사구 | 삼진 | 병살 | 실책 |
| ---- | ----- | ----- | ---- | ---- | ---- | ---- | ----- | ----- | ---- | ---- | ---- | ---- | ---- | ---- | ---- | ---- | ---- | ---- |
| 2014 | NC    | 0.000 | 6    | 3    | 0    | 0    | 0     | 0     | 0    | 0    | 0    | 0    | 0    | 0    | 0    | 0    | 0    | 2    |
| 2015 | NC    | 0.000 | 1    | 2    | 0    | 0    | 0     | 0     | 0    | 0    | 0    | 0    | 0    | 0    | 0    | 1    | 0    | 0    |
| 2016 | NC    | 0.130 | 24   | 23   | 2    | 3    | 1     | 0     | 1    | 7    | 1    | 0    | 0    | 2    | 0    | 9    | 1    | 4    |
| 2018 | NC    | 0.250 | 6    | 4    | 0    | 1    | 0     | 0     | 0    | 1    | 0    | 0    | 0    | 0    | 0    | 0    | 0    | 0    |
| 2019 | kt    | 0.273 | 58   | 88   | 12   | 24   | 0     | 1     | 0    | 26   | 9    | 2    | 0    | 6    | 0    | 17   | 2    | 9    |
| 2020 | kt    | 0.224 | 81   | 107  | 16   | 24   | 3     | 0     | 0    | 27   | 9    | 0    | 1    | 7    | 0    | 20   | 0    | 5    |
| 2021 | kt    | 0.244 | 18   | 45   | 2    | 11   | 2     | 0     | 0    | 0    | 4    | 0    | 0    | 3    | 0    | 6    | 1    | 1    |
| 2022 | 키움  | 0.000 | 3    | 3    | 0    | 0    | 0     | 0     | 0    | 0    | 1    | 0    | 0    | 1    | 0    | 1    | 0    | 1    |
| 통산 | 8시즌 | 0.229 | 197  | 275  | 32   | 63   | 6     | 1     | 1    | 74   | 22   | 2    | 1    | 19   | 0    | 54   | 4    | 22   |